# Loena 3

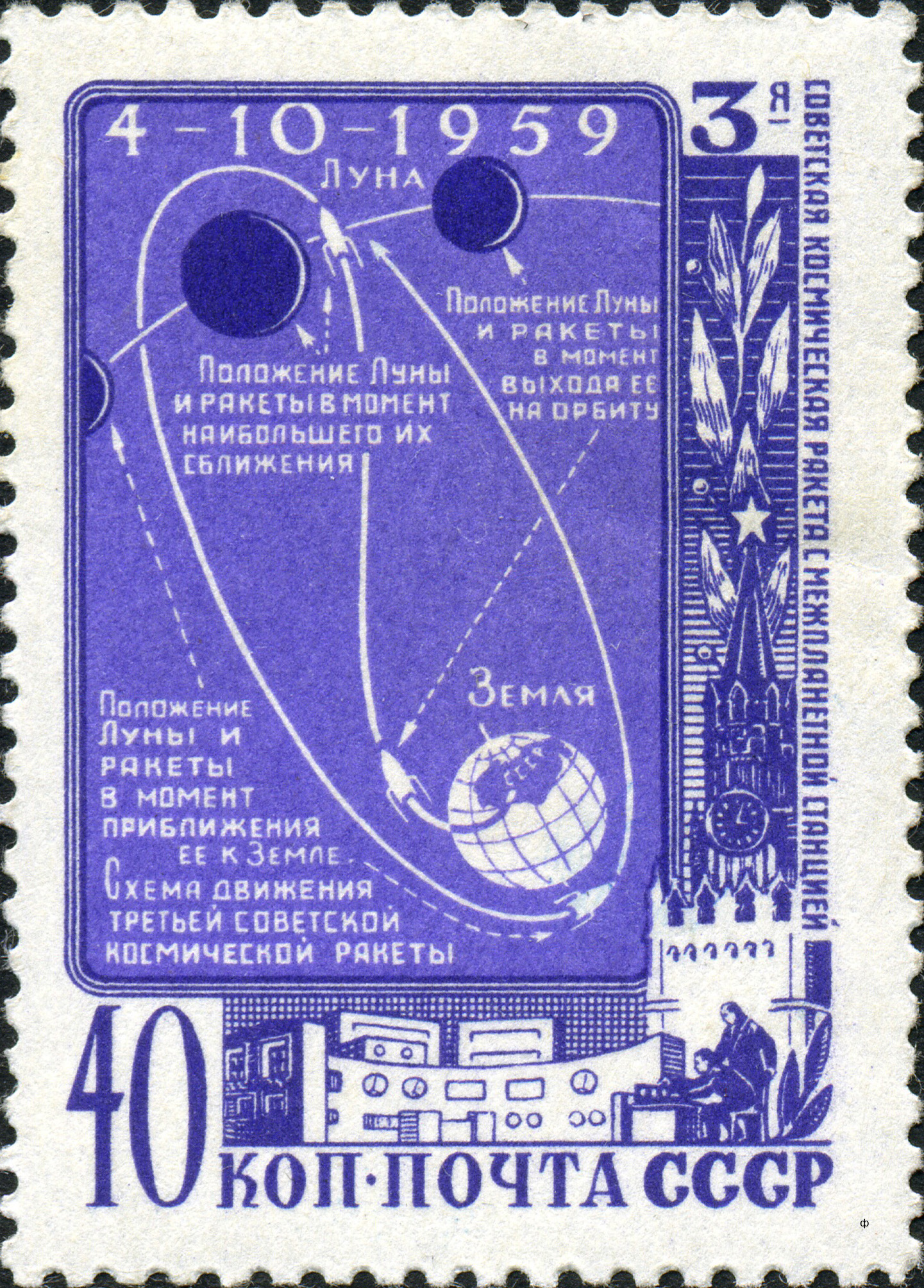
Sovjet postzegel met traject

Loena 3 (Russisch: Луна-3) was een onbemande Russische maanvlucht uit 1959. Deze missie markeert een mijlpaal in de geschiedenis van de ruimtevaart. Voor het eerst zond een ruimtevaartuig foto's van de (toen nog) onbekende achterkant van de maan naar de Aarde.
De maan heeft net zo veel tijd nodig om een baan om de Aarde te trekken als om eenmaal rond haar as te draaien. Door deze synchrone rotatie heeft de maan altijd dezelfde zijde naar de Aarde gekeerd. Astronomen hadden daarom geen idee hoe de achterkant van de maan eruitzag, aangezien ook hun krachtigste telescopen hier nutteloos waren. Door de Koude Oorlog ontstond de ruimterace en kwam de ontwikkeling van meertrapsraketten in een stroomversnelling. Behalve militair belang speelde prestige een belangrijke rol: door als eerste succes te behalen in de ruimterace probeerden de Russen en Amerikanen de superioriteit van hun techniek te bewijzen. In deze beginjaren van de ruimtevaart liepen de V.S. echter ver achter en boekten de Sovjets de ene na de andere primeur.

## Opbouw
Deze cilindervormige maansonde had bolvormige uiteinden en een brede flens op het bovenstuk. Loena 3 had een hoogte van 1,30 m, een diameter van 0,95 m (1,20 m bij de flens) en een gewicht van 278,5 kg. Het vaartuig was hermetisch afgesloten en stond onder een interne druk van 0,23 atm. Jaloezieën aan boord klapten open bij 25° C, waardoor een warmte-uitstralend oppervlak blootlag. Zonnecellen aangebracht op de buitenkant laadden de accu's op. Loena 3 beschikte over zes antennes: twee onder en vier boven. Foto-elektrische cellen gericht op zon en maan hielden het toestel in de juiste positie.
De bovenkant herbergde de camera's, andere wetenschappelijke instrumenten waren aan de buitenkant bevestigd. Het betrof detectors voor kosmische straling en opsporen van micrometeorieten. De raketjes voor de standregeling bevonden zich aan de onderkant, deze maansonde kon echter geen koerswijzigingen doorvoeren. De ruimtevaarttechniek moest zich eerst verder ontwikkelen. Deze vroege verkenners vormden slechts prototypen en iedere missie die lukte was meegenomen, doch het ging vaak fout. Binnenin bevonden zich verder ventilatoren om de temperatuur constant te houden, gyroscopen voor standregeling, radio-ontvangers en zenders en apparatuur voor het ontwikkelen van foto's. Voor stabilisatie draaide dit vaartuig om zijn as.

## Werking van camera's
Het opnamesysteem, genaamd Jenisej-2, bestond uit twee lenzen, een automatisch filmontwikkelsysteem en een scanner. De ene lens had een brandpuntsafstand van 200 mm en maakte opnamen van de gehele maan; de ander met een brandpuntsafstand van 500 mm fotografeerde gedeelten van de maanschijf. Wanneer de foto-elektrische cel de maan opmerkte kantelde het vaartuig in de gewenste stand, gingen de lenskappen open en startten de opnamen automatisch. De aanwezige, temperatuur- en stralingsbestendige, 35mm-film was voldoende voor het maken van 40 opnamen. Na het maken van de foto's werden deze ontwikkeld, gefixeerd en gedroogd. Vervolgens tastte een scanner op instructie van de Aarde de film af via een lichtbron, zette de gemeten lichtsterkte op (een stuk van) de foto om in een elektrisch signaal en seinde dit over naar de Aarde. Het oplossend vermogen bedroeg 1000 beeldlijnen. Op korte afstand van de Aarde seinde Loena 3 de gemaakte opnamen relatief snel over, op langere afstand nam dit meer tijd in beslag.

## Vluchtverloop

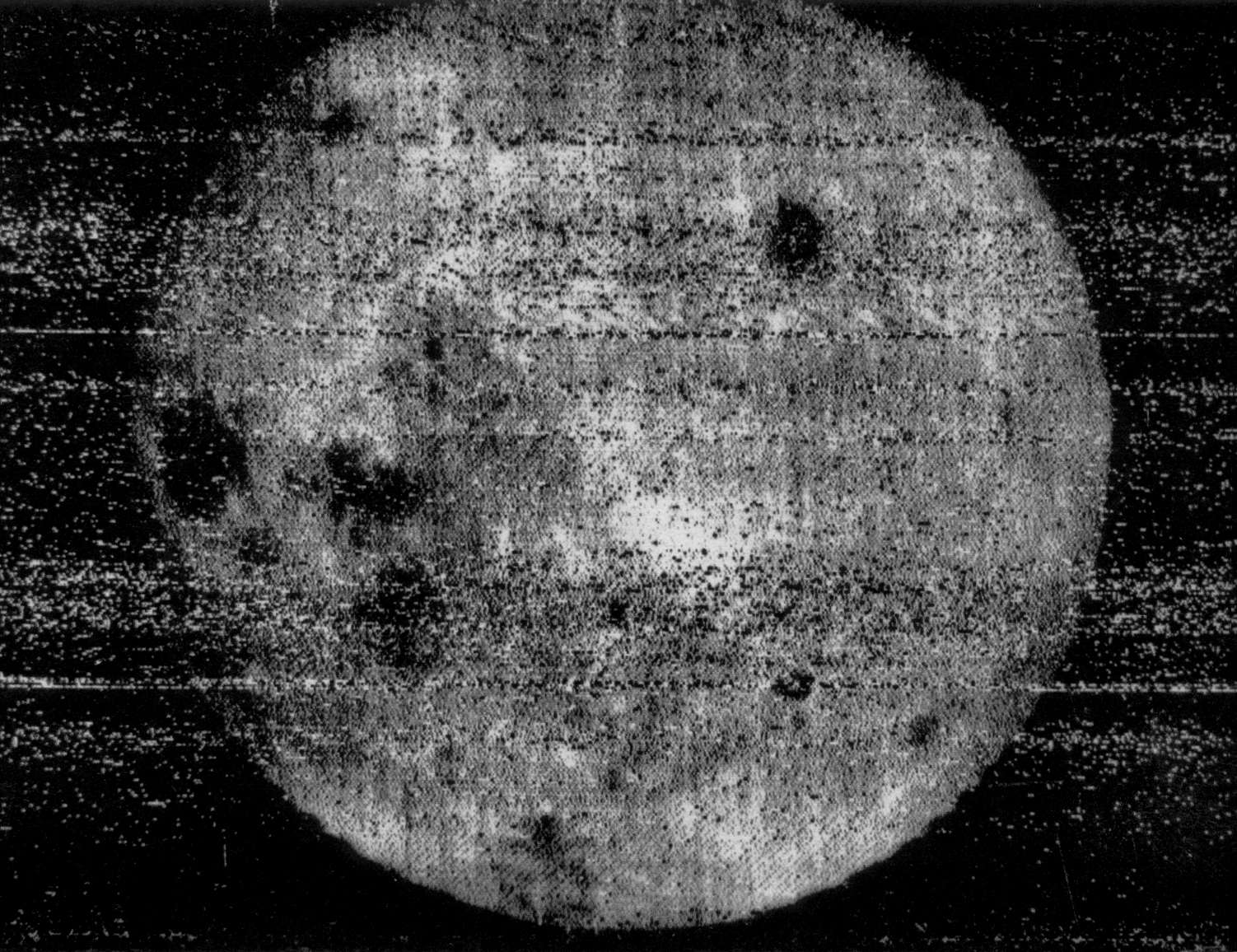
Een van de eerste opnamen van de achterkant van de maan door Loena 3 (7 oktober 1959)

De Loena 3 werd gelanceerd op 4 oktober 1959 vanaf Tjoeratam, Bajkonoer met behulp van een SS-6 Sapwood draagraket. De Russen lanceerden deze maanverkenner exact twee jaar na de legendarische vlucht van hun Spoetnik 1. Het lanceermoment was met opzet dusdanig gepland, dat tijdens passage van de maan bijna diens gehele achterkant door de zon zou worden beschenen; de kwaliteit van de toenmalige ruimtecamera's was ronduit slecht. Boven de Noordpool schakelde de vluchtleiding bij het bereiken van de gewenste snelheid de motor van de laatste rakettrap uit. Hun verkenner zat in een langgerekte elliptische baan met een laagste punt van 40.300 km, een hoogste punt van 476.500 km (dus ver achter de maan) met een omlooptijd van 22.700 minuten.
Niet alles liep zoals verwacht. De temperatuur aan boord liep gevaarlijk op, bovendien was het radiosignaal maar half zo sterk als verwacht. Om erger te voorkomen, wijzigde de vluchtleiding de rotatie-as en schakelde tevens diverse apparatuur uit. Dit had slechts gedeeltelijk het gewenste effect. De sonde rapporteerde dat hij afkoelde van 40°C naar 30°C.
Op een afstand tussen 60.000 en 70.000 km van de maan stopte de sonde met roteren en activeerde zijn standregelsysteem, terwijl de onderkant zich op de zon richtte die nu de achterkant van de maan bescheen. Op 6 oktober 1959 om 14:16 uur UTC schreef Loena 3 geschiedenis toen hij op een afstand van 6200 km de maan langs de zuidpool passeerde, op weg naar diens nog immer onbekende achterkant. Op 7 oktober om 3.30 UTC registreerde de foto-elektrische cel de zonverlichte achterzijde van het maanoppervlak en startte de fotosessie. De eerste foto werd genomen op een afstand van 63.500 km en de laatste 40 minuten later op een afstand van 66.700 km. In totaal werden er 29 opnamen gemaakt, waarvan 30% van de voorkant en 70% van de achterkant. Door bekende details op het voorste maanoppervlak te vergelijken met de nieuwe afbeeldingen, plakten de deskundigen de nieuw verkregen beelden aan reeds bekende maankaarten. Het zwaartekrachtveld van de maan zwierde de Loena 3 vervolgens rond de maan terug richting Aarde. De opgeslagen foto's werden pas op 8 oktober overgeseind, toen Loena 3 weer roterend terugvloog richting Aarde en de maan dit keer over de noordpool passeerde. Tijdens zijn nadering stond hij hoog aan de noordelijke hemel en vormde zodoende een ideaal doelwit voor de Russische grondstations. De intentie was om elke opname meermaals af tasten, met iedere keer een sterker signaal (met minder ruis en dus beter zichtbare details) omdat het ruimtevaartuig steeds dichterbij kwam. In eerste instantie mislukte dit, op een afstand van 470.000 km. Echter op 18 oktober had de vluchtleiding vanaf kortere afstand 17, zij het onduidelijke, opnamen ontvangen. Desalniettemin beschouwden vriend en vijand deze pioniersvlucht als geslaagd en men publiceerde een aanvullende maanatlas die ± 30 afbeeldingen omvatte. Maria zijn op de achterkant amper aanwezig; deze zijde van de maan vertoont aanmerkelijk meer kraters.
Verder ontdekten de gezamenlijke vluchten van Loena 1, 2 en 3 en de Amerikaanse Pioneer 4 een grotendeels onverwacht verschijnsel: het bestaan van de zonnewind.

## Einde vanLoena 3
Deze zeer geslaagde missie eindigde op 22 oktober 1959, toen het radiocontact verloren ging. Het precieze tijdstip van terugkeer in de dampkring was waarschijnlijk in maart of april 1960, met als meest plausibele datum 20 april 1960. Tevens bestaat de mogelijkheid dat deze pionier pas na 1962 terugviel en verbrandde.